# Železniška postaja Ptuj
Železniška postaja Ptuj je ena izmed železniških postaj v Sloveniji, ki oskrbuje bližnje mesto Ptuj.

## sklici in opombe
1. ↑  »Opis enote nepremične kulturne dediščine, evidenčna številka 30174«. Geografski informacijski sistem kulturne dediščine. Ministrstvo za kulturo Republike Slovenije.